# Mundo Mo'y Akin
Mundo Mo'y Akin ist eine philippinische Drama-Fernsehserie, die vom 18. März bis zum 6. September 2013 auf GMA Network ausgestrahlt wurde.

## Besetzung
| Schauspieler       | Rolle                                  |
| Sunshine Dizon     | Perlita Mendoza†                       |
| Angelika dela Cruz | Rodora Santos/Giselle Atienza-Carbonel |
| Alden Richards     | Jerome Alvarez                         |
| Louise delos Reyes | Marilyn Mendoza/Carbonel-Renacia       |
| Jolina Magdangal   | Aida Carbonel                          |
| Lauren Young       | Darlene Carbonel/Mendoza               |
| Gabby Eigenmann    | Ziggy Carbonel                         |
| Jaclyn Jose        | Doña Charito Vda. de Carbonel          |
| Kier Legaspi       | Romeo "Romy" Alvarez                   |
| Frances Ignacio    | Mama Josie                             |
| Sef Cadayona       | Nonoy Pambide                          |
| Rita De Guzman     | Alison Alcantara                       |
| Jojit Lorenzo      | Chef Andy Santos                       |